# Campylaspis aegypta
Campylaspis aegypta is een zeekommasoort uit de familie van de Nannastacidae. De wetenschappelijke naam van de soort is voor het eerst geldig gepubliceerd in 2009 door Mühlenhardt-Siegel.